# Nationale fietsroute 1 - Rhôneroute
De Zwitserse nationale fietsroute 1 of Rhôneroute, in het Frans Route du Rhône en in het Duits Rhone-Route is een 350 km lange langeafstandsfietsroute in Zwitserland die onderdeel is van Fietsnetwerk Veloland Schweiz. De route volgt de rivier de Rhône van de bron tot de grens met Frankrijk. De route is bewegwijzerd in twee richtingen en wordt aangegeven met het cijfer 1. De route is in zijn geheel onderdeel van de EuroVelo EV17 Rhôneroute.

## Traject
De route start in Andermatt. Hier kan worden aangesloten op de EuroVelo EV5 Via Romea Francigena en de EuroVelo EV15 Rijnroute. Ook kan worden aangesloten op de landelijke routes 2: Rhein-Route en 3: Nord-Süd-Route.
De route voert over de Furkapas en komt langs de Rhônegletsjer waar de Rhône ontspringt. In Gletsch kan worden aangesloten op de landelijke route 8: Aare-Route. 
De route voert met de Rhône door het dal dat aan de noordkant wordt begrensd door de Berner Alpen en aan de zuidkant door de Walliser Alpen. In Martigny maakt de rivier een haakse bocht en mondt na zo'n 40 km uit in het Meer van Genève. Vlak voor het meer in Aigle kan worden aangesloten op de landelijke route 4: Alpenpanorama-Route.
De route volgt de noordzijde van het Meer van Genève. In Lausanne kan worden aangesloten op de landelijke route 5: Mittelland-Route en iets verderop in Nyon kan worden aangesloten nationale fietsroute 7 - Juraroute.
Na Genève loopt de route naar de grens met Frankrijk en het Franse Lajoux. Hier kan worden aangesloten op de Franse fietsroute ViaRhôna. De ViaRhôna loopt door Genève en volgt het Franse deel van het Meer van Genève. Ook kan rond het meer worden gefietst middels de regionale route 46 Tour du Léman.

## Aansluitingen met Europese fietsroutes
- De gehele route is onderdeel van de EuroVelo EV17 Rhôneroute.
- In Andermatt kan worden aangesloten op de EuroVelo EV15 Rijnroute.
- Tussen Andermatt en Hospental loopt de route parallel met de EuroVelo EV5 Via Romea Francigena.

## Aansluitingen met andere fietsroutes
- In Andermatt kan worden aangesloten op de landelijke route 2: Rhein-Route.
- Tussen Andermatt en Hospental loopt de route parallel met de landelijke route 3: Nord-Süd-Route.
- In Gletsch kan worden aangesloten op de landelijke route 8: Aare-Route.
- In Aigle kan worden aangesloten op de landelijke route 4: Alpenpanorama-Route.
- Tussen Villeneuve en Genève loopt de route parallel met de regionale route Tour du Léman (nummer 46).
- In Montreux kan worden aangesloten op de landelijke route 9: Seen-Route.
- In Lausanne kan worden aangesloten op de landelijke route 5: Mittelland-Route.
- In Nyon kan worden aangesloten op de nationale fietsroute 7 - Juraroute.
- In Lajoux op de grens met Frankrijk kan worden aangesloten op de ViaRhôna.
- Onderweg kan op diverse plaatsen worden aangesloten op regionale en lokale routes van Fietsnetwerk Veloland Schweiz.